# 野口小蕙
野口 小蕙（のぐち しょうけい、1878年〈明治11年〉1月11日 - 1945年〈昭和20年〉4月2日）は、明治後期から昭和前期にかけて活躍した南画家、日本画家。

## 略歴
野口小蕙は、明治11年（1878年）1月11日に滋賀県蒲生郡綺田村（後の桜川村、現東近江市綺田町）で造酒業を営む十一屋の跡取りである野口正章（1849年 - 1921年）の長女として生まれ、郁子と名付けられた。母は奥原晴湖と共に明治女流南画家の双璧といわれる野口小蘋（のぐち しょうひん、1847年 - 1917年）である。父正章と母小蘋（本名親子）は、正章の父野口正忠（柿村（しそん）と号す）が近江・京の多くの文人と親交厚く、富岡鉄斎は長く野口家に居候をしているような美術愛好家で漢詩家であったことから知り合い、明治10年（1879年）結婚した。
十一屋は甲斐国甲府柳町（山梨県甲府市中央）に出店があり、正章一家は小蕙が生まれた年に甲府の店を任され家族で甲府に移り住んだ。正章は進取旺盛な気質を持ち、ビール開発に取り組み明治8年（1875年）には『三ツ鱗ビール』名で、国産ビールでは初めて市販を開始していた。しかし、未だ市場は熟成されておらず、明治15年（1884年）ビール事業から撤退すると共に、家督を弟に譲り正章一家は東京に転居した。以降小蕙は東京で暮らし、画業は母から習い絵画共進会などに入選を重ね、母である小蘋が、明治27年1896年には日本南画会を児玉果亭、小室翠雲、松林桂月らと共に結成すると小蕙も参加し、明治30年（1899年）には小蕙21歳で日本絵画協会の第2回絵画共進会に「花井」で二等褒状を受賞した。
日本美術協会・日本画会会員となり、花鳥・人物画を得意とし度々皇室御用品として用いられ、画家として名声を馳せた。日本南画会設立の同志で文展審査員を務める小室翠雲（1874年 - 1945年）と結婚するが、後に故あって離別した。なお、大正8年（1919年）従弟に当たる野口謙蔵（父の弟正寛の子）が東京美術学校西洋画科に入学し、小蕙宅より通学したと伝えられる。大正12年（1923年）関東大震災後小蕙は兵庫県西宮に移転し、同地で画業を追求した。偶然ではあるが、昭和20年（1945年）3月30日前夫小室翠雲が死去すると、3日後の4月2日に野口小蕙も脳溢血により死去した。墓所は青山霊園(1イ21-12)

## 関連事項
書籍
- 「帝国絵画集粋 東京之部」 P159「野口小蕙 牡丹に蝶 芙蓉に白鷺」（帝国絵画協会 1914年）
- 「實力世界8(3) 1917年3月」 P34「閨秀畫家第一人 野口小蕙」（實力協會）
- 「塔影12(3) 1936年3月」 P32「私の母野口小蘋 野口小蕙著」（塔影社）

作品
- 「菊図」：明治43年（1910年）作 紙本墨画淡彩24.2×36.3cm （実践女子学園　香雪記念資料館所蔵）